# トルコ科学技術研究会議
トルコ科学技術研究会議 (トルコ語:Türkiye Bilimsel ve Teknolojik Araştırma Kurumu)、はトルコにおける国家規模の宇宙開発の組織研究と開発行動に責任を持つ団体。略称はTÜBİTAK(トゥビタック)。本部はアンカラに設置されている。

## 歴史
TÜBİTAKはジェマル・ギュルセル大統領によって設立された。彼は1960年代にトルコ憲法の改正を策定するための科学法審議会の独立と平行して国防省を指導して科学会議を設置し、後に国防省科学会議の延長となる兄弟組織として政府の計画や政策に指針を提供する勧告義務を持つトルコ科学技術研究会議の設立を命令した。
新しいの計画経済の策定に続いて1963年7月24日に"278"議案が成立し、宇宙開発における国の最初の五ヵ年開発計画が設定され、会議の存在と義務が公式に明示された。ジャヒト・アルフはギュルセルに設立指導者として指名され、その設立事業はエルダル・イノニュなどの科学者によって支援された。エルダル・イノニュはその後、1963年12月26日からは最初の委員長ともなった。議会の最初には10人のメンバーが選ばれ、フェザ・ギュルセイなどの学者が選ばれた。1964年の5月1日には事務長官が選ばれた。

## 活動
TÜBİTAKはトルコ科学協会の設定した国家目標と、優先順位に基づいた開発と科学研究の調整に責任を持っている。2500名以上の職員がトゥビタックの関連した15の研究機関と研究センターで働いており、これらの施設では契約に基づいて目標付けられた国家規模の研究が行われている。TÜBİTAKはヨーロッパ宇宙機関や研究技術開発のためのEU枠組みプログラムなどの国際的研究協力ではトルコの代表として参加している。また、欧州宇宙機関への加盟も視野に入れて、トルコ宇宙機関の設立を進めている。。

## 註
1. ↑  Erdal İnönü, "Cahit Arf'tan Anılar," TÜBİTAK Online （トルコ語）
2. ↑  “トルコ科学技術研究会議”. 宇宙情報センター.  宇宙航空研究開発機構. 2011年2月5日閲覧。